# Siksha-patri

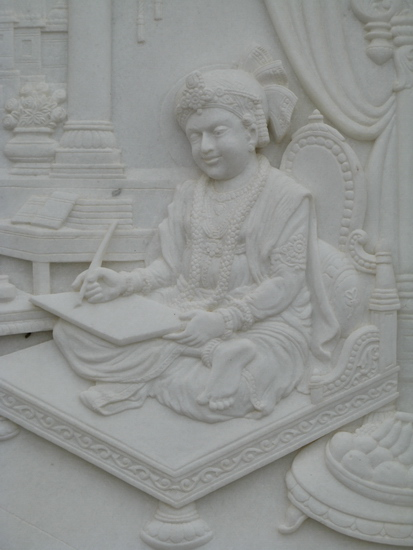
Una ilustración de Suami Naraian escribiendo el Shiskha-patri.

El Shiksha-patri es un texto religioso que consiste en 212 versos, escritos en sánscrito por el escritor religioso indio Suami Naraian (quien afirmaba ser un dios). 
El Shiksha-patri es una escritura clave para todos los seguidores de Suami-Naraian, que lo consideran la base de la secta. 
El Shiksha-patri fue escrito en Vadtal (en la región de Guyarat) el 11 de febrero de 1826.
Se trata de un texto dharma, con instrucciones detalladas sobre cómo vivir.

## Nombre
- શિક્ષાપત્રી en guyaratí
- शिक्षापत्री en letra devanagari (en que se escriben varios idiomas de la India, como el sánscrito y el hindi).

## Resumen de la enseñanza
El diario Gazeteer de la Presidencia de Bombay resumió las enseñanzas del Shisksha-patri de la siguiente manera:

The book of precepts strictly prohibits the destruction of animal life; promiscuous intercourse with the other sex; use of animal food and intoxicant liquors and drugs on any occasion, suicide, theft and robbery; false accusation against a fellow man; blasphemy; company of atheists and heretics, and other practices which might counteract the effect of the founder's teaching.
El libro de preceptos prohíbe estrictamente la destrucción de la vida animal, las relaciones sexuales promiscuas con el otro sexo, el uso de alimentos de origen animal y licores embriagantes y drogas en ninguna ocasión, el suicidio, el hurto y el robo, las falsas acusaciones contra un semejante, la blasfemia, la compañía de ateos y herejes, y otras prácticas que pudieran contrarrestar el efecto de la enseñanza del fundador.

## El gobernador John Malcolm
El 26 de febrero de 1830 tuvo lugar una reunión histórica entre Suami Naraian y sir John Malcolm, el entonces gobernador de Bombay. En esa reunión, Suami Naraian presentó una copia del Shiksha-patri a Malcolm. Esta copia se encuentra ahora en la Biblioteca Bodleiana de la Universidad de Oxford (en Reino Unido).
Acharia Teyendra Prasad (de Ahmedabad) ha indicado en una carta que no tiene conocimiento de ninguna copia de la mano de Sahajanand más antigua que este texto.

## Idiomas
Suami Naraian le ordenó a Nitiananda Suami que tradujera el Shikshapatri del sánscrito al guyaratí. Desde entonces se ha traducido en numerosas ocasiones a muchos idiomas.
Ha sido traducido al 
afrikáans,
alemán,
árabe,
bengalí,
chino,
español,
finlandés,
francés,
griego
guyaratí,
hebreo moderno,
hindi,
inglés,
italiano,
marathí,
neerlandés,
portugués,
ruso,
sotho norteño,
sotho sureño,
suajili,
tamil,
telugu,
udiya,
urdú,
vrash,
xhosa y
zulú.